# Елитон
Елитон Жорже Тито дос Сантос (на португалски: Héliton Jorge Tito dos Santos), по-познат просто като Елитон (на португалски: Héliton), е бразилски футболист, който играе на поста централен защитник. Състезател на Гьозтепе.

## Кариера
На 9 юли 2021 г. Елитон подписва с Ковиля. Дебютира на 7 август при победата с 1:2 като гост на Фейренсе.

### ЦСКА 1948
На 5 юли 2022 г. бразилецът е обявен за ново попълнение на ЦСКА 1948. Прави дебюта си на 29 юли при победата с 1:0 като гост на Хебър.
Ставайки основен играч, той е обявен за най-добрия играч на сезона за отбора. За сезон 2023/24 той става капитан на отбора.
На 9 януари 2024 г. Елитон подписва с Гьозтепе срещу неразкрита сума.

## Успехи
Санто Андре
- Паулиста А2 (2): 2016, 2019
- Копа Паулиста (1): 2014